# Анатомични термини за местоположение
Анатомичните термини за местоположение са набор от условни названия, използвани в човешката анатомия и зоотомията, които описват разположението на тъканите, органите и други структури в тялото на двустранно-симетричните животни в стандартна анатомична позиция. Тези термини, които най-често идват от латински език, са обяснени по-долу. Терминологията в човешката анатомия може да се различава от общата анатомия или при видове с различни органи.

## Посоки – обща употреба
В двустранно-симетричните животни антериорен обозначава края с устата и мозъка, а постериорен – края с ануса. При животно с глава предпочитаният термин е краниален за края с главата. Противоположният край на краниалните животни е каудален и там често има анус и опашка. В самата глава има посока към носа, ако има такъв, посоката към него е рострална, а посоката към опашката е отново каудална.
Повърхността или страната на тялото, нормално ориентирана нагоре, в посока обратна на силата на тежестта, е дорзална. Противоположната страна, обикновено по-близка до земята при ходене на всички крака, плуване или летене, е вентрална. Например при гръбначните гръбнакът се намира на дорзалната страна на организма. Вимето на кравата е от вентралната страна. Люспите по стомаха на змията се наричат „вентрални люспи“.
По крайниците или други израстъци една точка, по-близка до тялото е проксимална, а една точка, по-далечна от тялото, е дистална.

## Термини за описание на цялото тяло
- ляв (лат. sinister) – отнася се за лявата страна на описвания организъм, без значение от неговото местоположение спрямо наблюдателя
- десен (лат. dexter) – отнася се за дясната страна на описвания организъм, без значение от неговото местоположение спрямо наблюдателя
- повърхностен (на лат. superficialis,-e) – означава „по-близко до кожата“
- дълбок (на лат. profundus,-a,-um) – означава „по-далече от кожата“
- вътрешен (на лат. internus,-a,-um)
- външен (на лат. externus,-a,-um)

## Термини за описание на трупа
- краниално (от лат. cranium – череп) – означава „към главата“, „по-близо до главата“; примери:
  - сърцето е разположен краниално (по-близо до черепа) от стомаха
  - стомахът е разположен краниално (по-близо до черепа) от таза
- каудално (от лат. cauda – опашка) – означава „към опашката“, „по-близо до опашката“ (при човека това означава „към опашните прешлени“, „по-близо до опашните прешлени“); примери:
  - диафрагмата е разположена каудално (по-близо до опашката) от сърцето
  - стомахът е разположен каудално (по-близо до опашката) от диафрагмата
- дорзално (от лат. dorsum – гръб) – означава „към гърба“, „по-близо до гърба“; примери:
  - пикочният мехур е разположен дорзално (по-близо до гърба) от простатната жлеза
  - гръбначният стълб е разположен дорзално (по-близо до гърба) от пикочния мехур
- вентрално (от лат. venter – корем) – означава „към корема“, „по-близо до корема“; примери:
  - матката е разположена вентрално (по-близо до корема) от гръбначния стълб
  - пикочният мехур е разположен вентрално (по-близо до корема) от матката
- медиално (от лат. medium – среда) – означава „към средата на тялото“, „по-близо до средата на тялото“; за среда на тялото се приема мислената равнина, която го разделя по дължина на две симетрични половини – лява и дясна; примери:
  - сърцето е разположено медиално (по-близо до средата) от белите дробове
  - белите дробове са разположени медиално (по-близо до средата) от ребрата
- латерално (от лат. latus, is – страна) – означава „странично“, „по-далеч от средата на тялото“; за среда на тялото се приема мислената равнина, която го разделя по средата на две симетрични половини – лява и дясна; примери:
  - пикочопроводите се разделят латерално (по-далеч от средата) от пикочния мехур
  - бъбреците са разположени латерално (по-далеч от средата) от пикочопроводите

## Термини за описание на крайниците, опашката и таза
- ляв и десен крайник – лат. Membrum sinister et Membrum dexter
- гръден и тазов крайник – лат. Membrum pectoralis et Membrum pelvinicum; това е официалната анатомична номенклатура, която заменя досегашните преден и заден (при животните), и горен, и долен (при човека).
- дистално (от лат. distalis – далечен) – означава „по-далече от мястото на свързване на крайника с тялото“; примери:
  - коляното е разположено дистално от тазобедрената става
  - глезенът е разположен дистално от коляното
- проксимално (от лат. proximalis – близък) – означава „по-близко до мястото на свързване на израстъка с тялото“; примери:
  - лакътят е разположен проксимално от китката
  - рамото е разположено проксимално от лакътя
- краниално – означава „по-близо до предната страна на крайника“
- каудално – означава „по-близо до задната страна на крайника“
- медиално – означава „по-близо до вътрешната страна на крайника“
- латерално – означава „по-близо до външната страна на крайника“

## Термини за описание на артроподиума
- дорзално (от лат. dorsum manus – гръб на ръката и dorsum pedis – гръб на крака) – означава „по-близо до обратната страна на дланта или до обратната страна на стъпалото“
- воларно (от лат. vola manus – длан на ръката) – означава „по-близо до дланта на ръката или до стъпалната повърхност на крака“; в миналото същата посока на тазовия крайник се означаваше като „плантарно“ (от лат. planta pedis – стъпало на крака)
- проксимално – означава „по-близо до китката или глезена“
- дистално – означава „по-далече от китката или глезена“
- медиално – означава „по-близо до I-ви пръст“
- латерално – означава „по-близо до V-ти пръст“

## Термини за описание на главата при животните
- рострално (от лат. rostrum – муцуна) – означава „по-близо до върха на носа“
- базално (от лат. basis – основа) – означава „по-близо до основата на главата“; означава се още и като „вентрално“; примери:
  - небцето е разположено базално (вентрално) от носната кухина
  - езикът е разположен базално (вентрално) от небцето

## Термини за описание на движенията
- флексия (от лат. flexio – сгъване) – означава свиване, намаляване на ставния ъгъл
- екстензия (от лат. extensio – разгъване) – означава разпъване, увеличаване на ставния ъгъл
- ротация (от лат. rotatio – въртене) – означава завъртене
- аддукция (от лат. adductio – приближаване) – означава приближаване на крайника към трупа
- абдукция (от лат. abductio – отдалечаване) – означава отдалечаване на крайника от трупа
- пронация (от лат. pronatio) – означава завъртане на крайника около надлъжната му ос навътре към трупа
- супинация (от лат. suppinatio) – означава завъртане на крайника около надлъжната му ос навън от трупа

## Анатомични равнини

### При животните и човека
- медианна (от лат. planum medianum – средна равнина) – мислена равнина, която разделя главата и тялото по дължина, на две симетрични половини – лява и дясна; медианната равнина е само една и лежи по средата на главата, шията, трупа и опашката
- парамедианни (от лат. para – около) – всички равнини, успоредни на медианната; разделят условно главата, трупа, и крайниците на медиални и латерални части

### При човека
- трансверзална или аксиална е хоризонтална равнина, която (при хората) разделя тялото и крайниците на две части – горна (краниална или проксимална) и долна (каудална или дистална);
- коронална или фронтална е отвесна равнина, която (при хората) разделя тялото на две части – предна (вентрална) и задна (дорзална);
- сагитална е отвесна равнина, перпендикулярна на короналната равнина, която разделя тялото на две части – лява и дясна.

### При животните
- фронтални – мислени равнини, разделящи тялото на горна (дорсална или проксимална) и долна (вентрална или дистална) части;
- сагитални (от лат. sagitalis,-e) – мислени равнини, които разделят тялото и крайниците на две части – лява и дясна;
- трансверзални (от лат. transversus,-a,-um – напречен) – мислени равнини, които разделят главата, тялото и крайниците на две половини – предна (краниална) и задна (каудална);

## Други термини
- преден (на лат. anterior) – означава също така и „горен“
- заден (на лат. posterior) – означава също така и „долен“
- вътрешен (на лат. interior)
- външен (на лат. exterior)